# Vila do Conde (freguesia)
Vila do Conde es una freguesia portuguesa del municipio de Vila do Conde, en el distrito de  Oporto, con 6,88 km² de superficie y 28 636 habitantes (2011). Su densidad de población es de 4 162,2 hab/km². La freguesia abarca la totalidad de la ciudad capital del concelho.